# Mia Seipel
Mia Seipel, född 8 november 1969, är en svensk uppfinnare och entreprenör. Hon är grundare av Boob och BoobDesign.
Efter utbildning på Berghs School of Communication arbetade Mia Seipel som Art director för flera reklambyråer. 1999 kom hon på idén och patenterade senare sin lösning för amningskläder hos Patent- och registreringsverket
. Mia Seipel har varit finalist i Entrepreneur of the Year anordnad av Ernst & Young och blivit utsedd till Årets Entreprenör av tidningen Veckans affärer.